# Psychoda moleva
Psychoda moleva és una espècie d'insecte dípter pertanyent a la família dels psicòdids.

## Descripció
- La femella fa 0,95 mm de llargària a les antenes, mentre que les ales li mesuren 1,75 de longitud i 0,67 d'amplada.
- Les antenes de la femella presenten 15 segments (el núm. 14 fusionat al 13, mentre que el núm. 15 és separat).
- El mascle encara no ha estat descrit.[1]

## Distribució geogràfica
Es troba a Mindanao a les illes Filipines.